# Rashid Mandawa
Rashid Yussuf Mandawa (ur. 5 maja 1994 w Tandze) – tanzański piłkarz grający na pozycji napastnika. Od 2021 jest zawodnikiem klubu JKT Ruvu Stars.

## Kariera klubowa
Swoją karierę piłkarską Mandawa rozpoczął w klubie Coastal Union FC. W 2012 roku zadebiutował w nim w tanzańskiej pierwszej lidze. W sezonie 2014/2015 grał w Kagera Sugar FC, a w sezonie 2015/2016 w Mwadui United FC. W sezonie 2016/2017 był zawodnikiem klubu Mtibwa Sugar FC, a w latach 2017-2019 występował w botswańskim Botswana Defence Force XI FC. W sezonie 2019/2020 był piłkarzem południowoafrykańskiego TS Galaxy FC. W 2021 został zawodnikiem JKT Ruvu Stars.

## Kariera reprezentacyjna
W reprezentacji Tanzanii Mandawa zadebiutował 7 czerwca 2015 roku w przegranym 0:2 towarzyskim meczu z Rwandą, rozegranym w Kigali. W 2019 roku powołano go do kadry na Puchar Narodów Afryki 2019. Był w nim rezerwowym i nie rozegrał żadnego meczu.